# Catasticta ludovici
Catasticta ludovici är en fjärilsart som beskrevs av Ulf Eitschberger och Racheli 1998. Catasticta ludovici ingår i släktet Catasticta och familjen vitfjärilar.
Artens utbredningsområde är Ecuador. Inga underarter finns listade i Catalogue of Life.